# دلتاوي وجوه

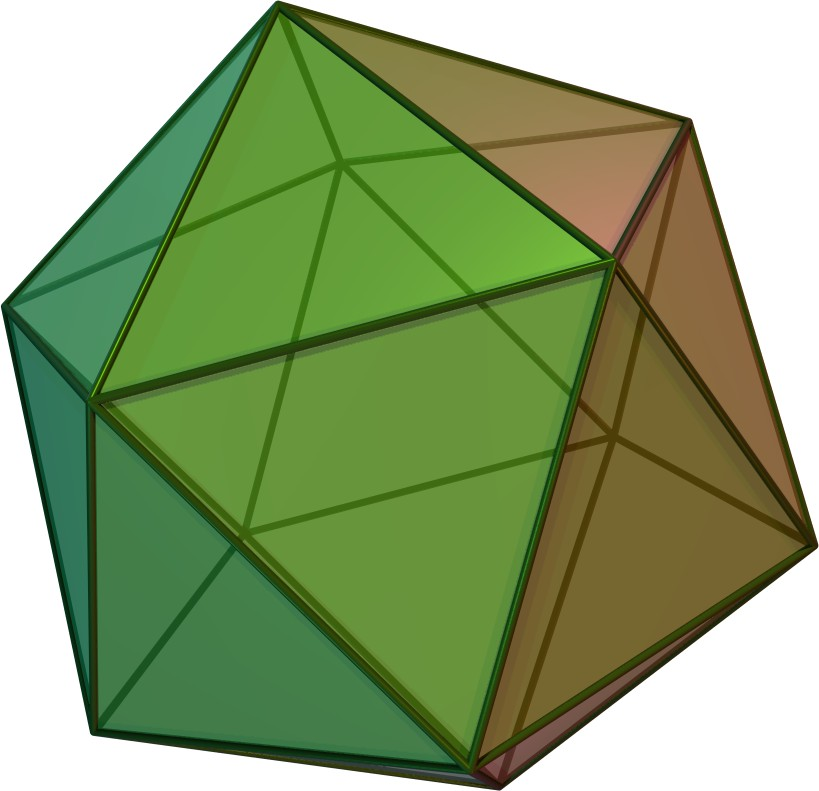
أكبر دلتاوي الوجوه المحدب تمامًا هو عشروني الوجوه المنتظم

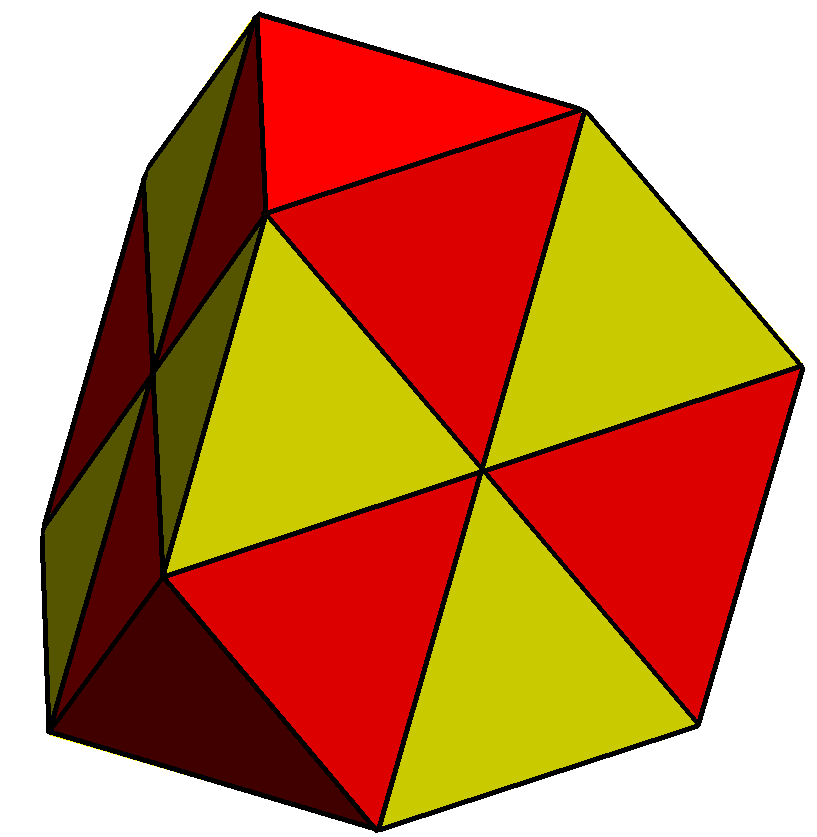
هذا هو رباعي وجوه مقطوع بسداسيات الأضلاع مقسمة إلى مثلثات. هذا الشكل ليس بذي الوجوه المثلثة المتساوية الأضلاع المحدب تمامًا نظرًا لأن الوجوه التي في مستو واحد غير مسموح بها في التعريف.

دلتاوي الوجوه أو دلتاوي السطوح أو ذو السطوح المثلثة المتساوية الأضلاع أو ذو الوجوه المثلثة المتساوية الأضلاع (بالإنجليزية: Deltahedron) في الهندسة هو متعدد السطوح الذي تكون وجوهه كلها مثلثات متساوية الأضلاع. الاسم مأخوذ من الحرف اليوناني دلتا الكبيرة (Δ)، والتي لها شكل مثلث متساوي الأضلاع. هناك عدد لا نهائي من ذوات السطوح المثلثة المتساوية الأضلاع، وكلها لها عدد زوجي من السطوح حسب توطئة المصافحة [الإنجليزية]
. هناك ثمانية فقط محدبة من بين تلك المجسمات، لها 4 و 6 و 8 و 10 و 12 و 14 و 16 و 20 وجهًا. عدد الوجوه والأحرف والرؤوس مذكورة أدناه لكل من ذوات الوجوه المثلثة المتساوية الأضلاع الثمانية المحدبة.

## ثمانية محدب السطوح
لا يوجد سوى ثمانية ذوات الوجوه المثلثة المتساوية الأضلاع المحدبة بدقة: ثلاثة منها متعددة وجوه منتظمة، وخمسة هي مجسمات جونسون.
| ذوات الوجوه المثلثة المتساوية الأضلاع المنتظمة | ذوات الوجوه المثلثة المتساوية الأضلاع المنتظمة | ذوات الوجوه المثلثة المتساوية الأضلاع المنتظمة | ذوات الوجوه المثلثة المتساوية الأضلاع المنتظمة | ذوات الوجوه المثلثة المتساوية الأضلاع المنتظمة | ذوات الوجوه المثلثة المتساوية الأضلاع المنتظمة | ذوات الوجوه المثلثة المتساوية الأضلاع المنتظمة |
| صورة                                           | اسم                                            | وجوه                                           | أحرف                                           | الرؤوس                                         | تشكيلة رأسية                                   | زمرة تناظرات                                   |
| ---------------------------------------------- | ---------------------------------------------- | ---------------------------------------------- | ---------------------------------------------- | ---------------------------------------------- | ---------------------------------------------- | ---------------------------------------------- |
|                                                | رباعي الوجوه                                   | 4                                              | 6                                              | 4                                              | 4 × 33                                         | Td, [3,3]                                      |
|                                                | ثماني الوجوه                                   | 8                                              | 12                                             | 6                                              | 6 × 34                                         | Oh, [4,3]                                      |
|                                                | عشروني الوجوه                                  | 20                                             | 30                                             | 12                                             | 12 × 35                                        | Ih, [5,3]                                      |
| جونسون دلتا                                    |                                                |                                                |                                                |                                                |                                                |                                                |
| صورة                                           | اسم                                            | وجوه                                           | أحرف                                           | الرؤوس                                         | تشكيلة رأسية                                   | زمرة تناظرات                                   |
|                                                | ثنائي الهرم المثلثي                            | 6                                              | 9                                              | 5                                              | 2 × 33 3 × 34                                  | D3h, [3،2]                                     |
|                                                | ثنائي الهرم الخماسي                            | 10                                             | 15                                             | 7                                              | 5 × 34 2 × 35                                  | D5h, [5،2]                                     |
|                                                | Snub disphenoid [الإنجليزية]                   | 12                                             | 18                                             | 8                                              | 4 × 34 4 × 35                                  | D2d, [2،2]                                     |
|                                                | triaugmented triangular prism                  | 14                                             | 21                                             | 9                                              | 3 × 34 6 × 35                                  | D3h, [3,2]                                     |
|                                                | gyroelongated square bipyramid                 | 16                                             | 24                                             | 10                                             | 2 × 34 8 × 35                                  | D4d, [4,2]                                     |

## روابط خارجية
- Weisstein, Eric W. "Deltahedron". MathWorld.
- ثمانية محدب السطوح
- دلتاهدرون
- دلتاهدرون